# 지명학

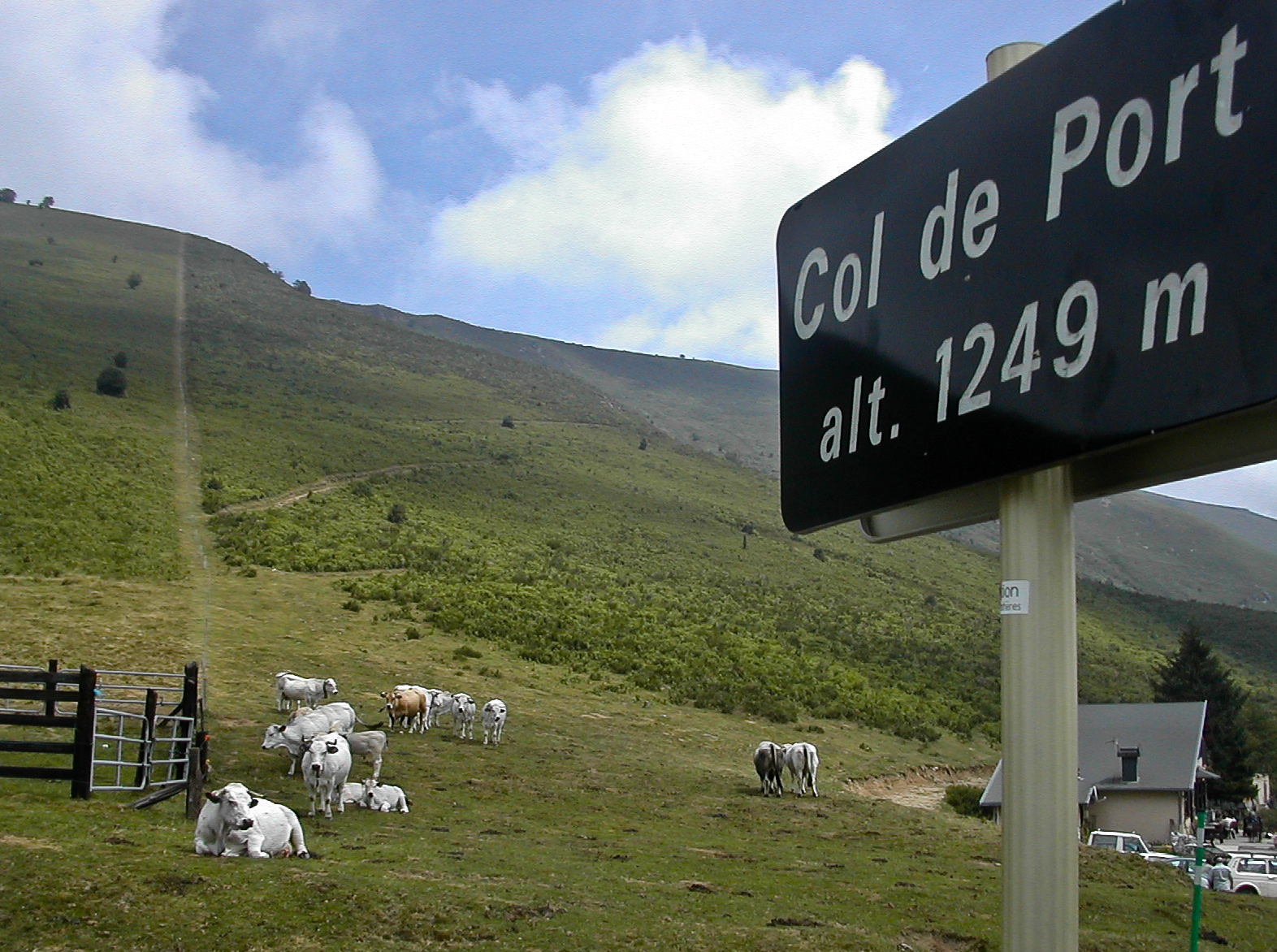

지명학(地名學, toponymic)은 지명을 어원적, 역사적 또는 지리학적으로 연구하여 분류하는 학문이다. 지명학은 그 지명의 언어가 쓰였던 기간, 역사, 인구분산과 같은 중요한 역사적 정보도 알려준다. 또한 종교적 변화도 알 수 있다.

## 같이 보기
- 주민의 호칭
- 어원학
- 자칭 지명과 타칭 지명
- 긴 지명 목록